# Route nationale 51 (Grèce)
Pour les articles homonymes, voir Route nationale 51.
La route nationale 51 (en grec moderne : Εθνική Οδός 51, Ethnikí Odós 51, en abrégé EO51) est une route nationale en Grèce, dans le district régional de l’Évros.

## Description
La route EO51 part de la route EO2 à Alexandroúpoli.
Elle s'étend presque parallèlement au fleuve Évros depuis Ardánio au sud jusqu'à Kastaniés au nord.
Elle se termine à la frontière entre la Grèce et la Turquie, non loin de la ville d'Edirne.
En Turquie elle est prolongée par la route nationale 100 (en).
La route EO51 mesure environ 128 kilomètres et fait partie de la route européenne 85.

## Tracé
| Km   | Agglomérations lieux | Carte interactive |
| ---- | -------------------- | ----------------- |
| 0 km | Ardánio              |                   |
| km   | Souflí               |                   |
| km   | Didymotique          |                   |
| km   | Orestiáda            |                   |
| km   | Kastaniés            |                   |
| km   | Orménio              |                   |